# Morten Breum
Morten, souvent stylisé MORTEN, de son vrai nom Morten Breum (né le 26 mai 1982 à Aarhus), est un disc jockey, compositeur, producteur danois.

## Biographie
Le 26 juillet 2019, Morten et David Guetta sortent leur 1re single Never Be Alone qui fait participer Aloe Blacc. Ce titre est le début d'une nouvelle formule musicale qu'ils nomment Future Rave. Le 23 août, le duo publie son premier remix du morceau Heaven d'Avicii. Le 22 novembre, David Guetta et Morten publient leur 2d single Make It To Heaven qui fait participer la chanteuse britannique Raye. Le 6 mars 2020, c'est leur 3e single Detroit 3 AM qui sort. Le 16 juillet, David Guetta et Morten publient leur premier EP en commun New Rave incluant les singles Kill Me Slow et Nothing. D'autres singles en sont extraits : Nothing, Bombardment et Odyssey. Le 30 octobre, David Guetta et Morten publient leur deuxième remix du morceau Let's Love de David Guetta et Sia, en version Future Rave. Le 13 novembre, le duo publie son 8e single, Save My Life qui fait participer le chanteur Lovespeake, sur Musical Freedom, le label de Tiësto. Le 4 décembre sort Dreams, le 9e single qui est une reprise de Fleetwood Mac avec la participation de la chanteuse Lanie Gardner.

## Discographie

### Singles
- 2008 : Højere Vildere (Skru Op For Den Bitch) (avec Rune RK featuring Nik & Jay)
- 2010 : Heads Up!
- 2010 : Domestic (featuring Nik & Jay)
- 2010 : Hamra
- 2010 : I Like It (featuring Camille Jones)
- 2010 : On It!
- 2010 : Moist
- 2010 : Every Time (You Look At Me) (featuring Sisse Marie)
- 2011 : Famous (featuring Joachim S)
- 2011 : Never Surrender (featuring Jay Colin)
- 2011 : 6AM
- 2012 : Ingen Anden Drøm (vs. Pegboards Nerds)
- 2012 : 86 Degrees
- 2012 : Larva (Far Away)
- 2013 : Look Closer (featuring Paul Aiden)
- 2014 : Perfect Dive
- 2015 : Himalaya
- 2015 : Ukali
- 2015 : Stickup (avec Karma Fields featuring Juliette Lewis)
- 2016 : Beautiful Heartbreak (featuring Frida Sundemo)
- 2016 : Body Down (Inspector Gadget)
- 2016 : Fiyaa
- 2016 : Kids (avec Steve Aoki)
- 2016 : Love (featuring Mr. Vegas)
- 2016 : Certified (avec Twoloud)
- 2016 : Sharpest Weapon (avec tyDi featuring Cameron Walker)
- 2017 : Coffee Can Money (avec Borgeous featuring Runaground)
- 2017 : TTFU (avec Riggi & Piros)
- 2017 : Hypnotized
- 2017 : Beautiful Heartbeat 2017 (featuring Frida Sundemo)
- 2017 : Hold Up (avec Borgeous)
- 2017 : Keep Me From You (featuring ODA)
- 2017 : China White
- 2017 : Ride Around (featuring Conor Darvid)
- 2018 : Family (featuring Dave East)
- 2018 : Baíle De Favela
- 2018 : Adumu
- 2018 : Tonight I'm Loving You (featuring Reo Cragun)
- 2019 : Me and You
- 2019 : Never Be Alone (avec David Guetta featuring Aloe Blacc)
- 2019 : Magnolia (avec Nik & Jay)
- 2019 : Make It To Heaven (avec David Guetta & Raye)
- 2020 : Polar
- 2020 : Detroit 3 AM (avec David Guetta)
- 2020 : Kill Me Slow (avec David Guetta)
- 2020 : Save My Life (avec David Guetta featuring Lovespeake)
- 2020 : Dreams (avec David Guetta featuring Lanie Gardner)
- 2021 : Impossible (avec David Guetta featuring John Martin)
- 2021 : Alive Again (avec David Guetta & Roland Clark)
- 2022 : Permanence (avec David Guetta)
- 2022 : No Good
- 2022 : Element (avec David Guetta)
- 2022 : You Can't Change Me (avec David Guetta featuring Raye)
- 2023 : The Drill
- 2023 : Unforgettable
- 2023 : Lost In The Rhythm (avec David Guetta)
- 2023 : All In (avec Theresa Rex)
- 2023 : Something to Hold on to (avec David Guetta featuring Clementine Douglas)
- 2023 : Good God
- 2023 : Can You Feel It

### Featurings
- 2011 : Banger til min banger (Joe Moe featuring Morten)

### Remixes
- 2008 : Rune RK & Morten Breum featuring Nik & Jay - Højere Vildere (Skru Op For Den Bitch) (Breum Edit)
- 2010 : Filur featuring Daniel August - Welding Love (Morten Breum Remix)
- 2010 : Dizzy Mizz Lizzy - Waterline (Morten Breum Remix)
- 2010 : J.O. & Klaur Christensen - Regardless (Morten Breum Remix)
- 2012 : Medina - Forever (Morten Breum Remix)
- 2013 : Rebecca & Fiona featuring Style of Eye - Taken Over (Morten Breum Remix)
- 2013 : Stafford Brothers featuring Lil Wayne & Christina Milian - Hello (Morten Breum Remix)
- 2013 : Guinevere - Ran for My Life (Morten Club Remix)
- 2014 : Thomas Barfod featuring Nina K. - Pulsing (Morten Remix)
- 2015 : David Guetta featuring Emeli Sandé - What I Did for Love (Morten Remix)
- 2015 : Morten - Himalaya (Morten & Big N Slim Rework)
- 2015 : Adele - Hello (Morten Remix)
- 2016 : Morten featuring Frida Sundemo - Beautiful Heartbeat (Morten Remix)
- 2016 : Garmiani - Bomb a Drop (Morten Remix)
- 2017 : David Guetta featuring Justin Bieber - 2U (Morten Remix)
- 2019 : Avicii featuring Chris Martin - Heaven (David Guetta & Morten Tribute Remix)
- 2020 : David Guetta & Sia - Let's Love (David Guetta & Morten Future Rave Remix)
- 2021 : David Guetta & MistaJam & John Newman - If You Really Love Me (How Will I Know) (David Guetta & Morten Future Rave Remix)
- 2021 : David Guetta & Sia - Titanium (David Guetta & Morten Future Rave Remix)
- 2023 : Calvin Harris & Ellie Goulding - Miracle (Morten Edit)